# 阿伯特
阿伯特、艾勃特或阿博特（英語：Abbott）可指：
- 贝伦尼斯·阿博特（Berenice Alice Abbott），美國攝影師
- 查爾斯·康拉德·阿博特（Charles Conrad Abbott），美國考古學家、自然歷史學家
- 查爾斯·格里利·艾博特（Charles Greeley Abbot），美國天文學家
- 克里斯多福·阿伯特（Christopher Jacob Abbott），美國演員
- 黛安娜·艾勃特（Daine Julie Abbott），英國工黨政治家，現任影子內政大臣
- 德斯·阿博特（Des Abbott），澳洲曲棍球員
- 伊麗莎白·阿伯特（Elizabeth Abbott），加拿大歷史學家
- 格雷格·阿博特（Greg Abbott），第48任德克薩斯州州長
- 漢娜·艾寶（Hannah Abbott），英國奇幻小説系列《哈利波特》中的虛構角色
- 伊莎贝拉·阿博特（Isabella Aiona Abbott），美國教育家和民族植物學家
- 约翰·阿伯特（Sir John Joseph Caldwell Abbott），第3任加拿大總理
- 約翰·阿博特（John Abbot），美國昆蟲學家、鳥類學家
- 約翰·S·C·阿伯特（John Stevens Cabot Abbott），美國歷史學家
- 凱倫·阿伯特 （Karen Abbott），美國記實文學作家
- 莫妮卡·阿博特（Monica Abbott），美國壘球選手
- 托尼·阿博特（Tony Abbott），第28任澳洲總理
- 巴德·阿伯特（William Alexander "Bud" Abbott），美國喜劇演員、電影製片人

|  | 本页或本分段罗列了姓氏为「阿伯特」的人物。 如果是一个指代特定个人的内链将您引导到本页，請考慮修正該人物的名字以將链接指向正確的條目。 |